# 杉戸町
杉戸町（すぎとまち）は、埼玉県の東部に位置し、北葛飾郡に属する町。
人口は約4万3千人。

## 地理
関東平野の中央からやや南寄りにあり、町域の大部分は海抜8m前後の中川低地に属する。西部の古利根川沿いに残る自然堤防地域や、東部の江戸川沿いの地域（江戸川開削によって切り離された下総台地）など海抜15m前後の台地状の地域も散在する。

### 河川
- 中川
- 江戸川
- 葛西用水
- 古利根川
- 南側用水路
- 大膳堀
- 千石用水路
- 矢落堀
- 倉松川
- 旧倉松落
- 安戸落悪水路
- 大島新田川
- 四ヶ村落
- 桶樋用水路
- 中郷用水路
- 神扇落
- 権現堂川用水路
- 中島用悪水路
- 木津内用水路
- 根用水
- 中用水（庄内領用水路）

### 池沼
- 大島新田調整池（倉松沼・安戸沼）

### その他
- 高野砂丘

## 歴史
- 古代から中世までは下総国葛飾郡に属す。かつての日光街道の宿場町。
- 1616年（元和2年） - 杉戸宿が設置される。明治までの詳細は杉戸宿を参照のこと。
- 1871年（明治4年）11月14日 (旧暦) - 浦和県・忍県・岩槻県の3県が合併して埼玉県が誕生。
- 1872年（明治5年） - 杉戸郵便局が開局する。
- 1874年（明治7年） - 杉戸宿横町の宝性院[4]を間借りして杉戸学校（現在の杉戸町立杉戸小学校）が開校する[5][6]。
- 1876年（明治9年） - 上木津内村と下木津内村が合併し、木津内村となる。
- 1877年（明治10年） - 安戸村・上戸村・大島新田が合併し、戸島村となる。安戸村字二本木・二本木裏・二本木前・庄兵衛・浮張・内土腐・大島新田字北天神・弁天・中水尾・南天神・六八・稲荷は現在大字本島となり、それ以外の区域は幸手市大字戸島となっている。
- 1879年（明治12年） - 杉戸宿横町の宝性院を間借りして北葛飾郡役所と中葛飾郡役所が設置される[7]。
- 1881年（明治14年） - 北葛飾郡役所と中葛飾郡役所が清地村[8][7]に移転する。
- 1882年（明治15年） - 杉戸警察署が設置される[9][10][11]。
- 1888年（明治21年） - 消防組合が開設される。
- 1889年（明治22年）
  - 4月1日
    - 北葛飾郡杉戸宿・清地村・倉松村が合併し、北葛飾郡杉戸町となる。杉戸宿新町の東福寺[12]境内に杉戸町役場を設置する[13][10][11]。
    - 北葛飾郡遠野村・広戸沼村・佐左ヱ門村・並塚村・才羽村・北蓮沼村・大塚村が合併し、北葛飾郡田宮村となる。
    - 北葛飾郡堤根村・本郷村が合併し、北葛飾郡堤郷村となる。
    - 北葛飾郡下高野村・下野村・大島村・茨島村が合併し、北葛飾郡高野村となる。
    - 北葛飾郡戸島村・吉野村・平須賀村・長間村・中野村・平野村・神扇村・天神島村が合併し、北葛飾郡八代村となる（戸島の一部・吉野・平須賀・長間・中野・平野・神扇・天神島は現在幸手市）。
    - 中葛飾郡木崎村・芦橋村・倉常村・屏風村・深輪村・椿村・細野村が合併し、中葛飾郡桜井村となる（木崎・芦橋・倉常は現在春日部市、細野は現在幸手市）。
    - 中葛飾郡目沼村・木津内村・宮前村・鷲巣村・木野川村・中島村・花島村・槙野地村が合併して中葛飾郡豊岡村となる（中島・花島・槙野地は現在幸手市）。
- 1896年（明治29年）3月29日 - 中葛飾郡が北葛飾郡に編入する。
- 1899年（明治32年） - 杉戸駅（現・東武動物公園駅）が開業する。
- 1900年（明治33年）10月14日 - 杉戸銀行が設立される。
- 1907年（明治40年） - 杉戸町商工会が組織される。
- 1909年（明治42年） - 隔離病舎が清地に建設される。
- 1910年（明治43年） - 利根川堤防の破堤による関東大水害が発生し、大水が発生する。
- 1917年（大正6年） - 北葛飾郡桜井村大字細野を北葛飾郡吉田村に編入する。
- 1921年（大正10年） - 杉戸町の27軒に電話が引かれる。
- 1922年（大正11年） - 杉戸農業学校が開校する。
- 1923年（大正12年） - 関東大震災により杉戸小学校の校舎が被災し、損壊する。
- 1925年（大正14年） - ラジオ放送が開始される。
- 1926年（大正15年） - 北葛飾郡役所が廃止される[7]。
- 1928年（昭和3年） - バス路線が開通する。
- 1929年（昭和4年） - 東武日光線が開通する。
- 1940年（昭和15年） - 杉戸高等家政女学校が開校する。
- 1945年（昭和20年）7月10日 - 正午頃、米軍機から投下された焼夷弾によって清地の杉戸高等家政女学校が罹災し、教員生徒8名が死亡[14]。
- 1946年（昭和21年） - 農地改革が開始される。
- 1947年（昭和22年）
  - カスリーン台風により利根川の堤防が破堤し、水害が発生する。
  - 新制中学（杉戸中学校、田宮中学校、桜岡中学校、高野中学校、堤郷中学校）が開校する。
  - 江戸川の土手が拡幅される。
  - 桜井村村議会に女性議員が誕生する。
- 1948年（昭和23年） - 杉戸農業学校が杉戸高等家政女学校を併せ、埼玉県立杉戸農業高等学校となる。
- 1950年（昭和25年） - 江戸川堤防拡幅工事が着工される。
- 1955年（昭和30年）
  - 2月11日、北葛飾郡杉戸町・田宮村・堤郷村・高野村が合併し、杉戸町となる。
  - 4月1日
    - 北葛飾郡桜井村と豊岡村の一部（目沼・木津内・宮前・鷲巣・木野川）が合併し、北葛飾郡泉村となる。
    - 北葛飾郡八代村・豊岡村の残り（中島・花島・槙野地・西関宿）が北葛飾郡幸手町と合併する。
- 1956年（昭和31年）
  - 1月1日、北葛飾郡幸手町大字戸島字弁天、北天神、中水尾、南天神、六八、稲荷、浮張、内土腐、二本木、庄兵衛、二本木前及二本木裏の区域を編入し、大字本島を設置する。
  - 2月14日 - 杉戸町議会が最初の杉戸町章を承認する[15]。
  - 9月1日 - 北葛飾郡幸手町大字戸島字戍高入の区域を大字本島に編入する。
- 1957年（昭和32年）
  - 7月17日 - 北葛飾郡泉村を編入する。
  - 有線放送が開始される。
- 1958年（昭和33年） 杉戸駅 - 西宝珠花間のバス路線が開通する。
- 1959年（昭和34年）
  - 水道が整備される。
  - 古川橋が改築される。
- 1960年（昭和35年）
  - 11月3日、大字木崎、芦橋、倉常が杉戸町から分離し、北葛飾郡庄和村（現・春日部市）に編入される。
  - 田宮中学校と桜岡中学校が統合され、東中学校となる。
  - 国勢調査による杉戸町の人口が1万6457人を数える。
  - 町営住宅が清地に建設される。
- 1963年（昭和38年）
  - 杉戸町役場の新庁舎が竣工し、杉戸農業高校付近から移転する[13]。
  - 上原会館が寄贈される[11]。
- 1964年（昭和39年） - 杉戸町内田にペトリカメラ埼玉工場が建設される。
- 1966年（昭和41年） - 屎尿処理場の利用が開始される。
- 1967年（昭和42年） - 電話がダイヤル式となる。
- 1968年（昭和43年）
  - ごみ処理場が開始される。
  - 「広報すぎと」の改訂第一号が発行される。
- 1969年（昭和44年） - 桜井小学校と豊岡小学校が統合され、泉小学校となる。
- 1970年（昭和45年）
  - 杉戸町の人口が2万人を数える。
  - 町総合振興計画が開始される。
  - 都市計画法による線引きがなされる。
- 1974年（昭和49年） - 学校給食センターを杉戸町大字清地1777に開設する[16]。
- 1975年（昭和50年）
  - 杉戸町消防本部が設置される。
  - ペトリカメラ埼玉工場が杉戸町杉戸に移転する。
- 1976年（昭和51年）

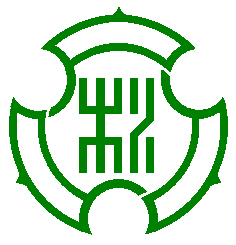
旧・杉戸町章 1976年（昭和51年）1月27日告示

- - 1月27日 - 旧・杉戸町章が若干意匠を変更した上で正式に告示される[15]。
  - 杉戸町消防署が開署される。
  - 杉戸町の人口が3万人を数える。
- 1977年（昭和52年）
  - 3月 - 杉戸町内田のペトリカメラ埼玉工場跡地に日本住宅公団杉戸内田団地[17]が開設される。
  - 4月1日 - 北小学校および杉戸小学校学区のうち清地・倉松地区を併せ、杉戸第二小学校が開校する。
  - 埼玉県立杉戸高等学校が開校する。
  - 救急業務が開始される。
- 1979年（昭和54年）
  - 東小学校および南小学校が統合され、杉戸第三小学校が開校する。
  - 東和大付属昌平高等学校が開校する。
  - 4月1日 - 杉戸町の町民憲章・木（杉）・花（菊）が制定される。
- 1980年（昭和55年）
  - 中央公民館が開館する。
  - 西地区特定土地区画整理事業が認可される。
  - 第1回町民体育祭が開催される。
- 1981年（昭和56年）
  - 泉公民館が開館する。
  - 杉戸駅が東武動物公園駅へと改称される。
  - 第2次町総合振興計画が開始される。
- 1982年（昭和57年）
  - 広島中学校が開校する。
  - 消防庁舎が竣工する。
  - 万年橋が開通する。
- 1983年（昭和58年） - 東公民館および南公民館が開館する。
- 1984年（昭和59年）3月 - 国道4号春日部古河バイパス開通。
- 1985年（昭和60年） - 保健センターが開設される。
- 1986年（昭和61年）
  - 5月1日 - 杉戸西近隣公園が開園する。
  - 8月26日 - 東武日光線杉戸高野台駅開業。
- 1987年（昭和62年） - 西地区特定区画整理事業が完了する。
- 1988年（昭和63年）
  - 杉戸消防署泉出張所が開設される。
  - 清地橋が改築される。
- 1989年（平成元年）
  - 町制施行100年を迎え、記念式典などの催しが行われる。
  - 宮東橋が改築される。
  - 都市計画道路が決定される。
- 1990年（平成2年）
  - 4月1日 - 倉松公園が開園する。
  - 4月1日 - 2代目となる現行の町章が制定される。
  - 西公民館が開館する。
  - 杉戸町の人口が4万人を数える。
  - 第3次町総合振興計画が開始される。
  - 万願寺橋が改築される。
  - 公共下水道の一部供用が開始される。
  - 国土利用計画がまとまる。
- 1991年（平成3年） - 第一回敬老まつりが開催される。
- 1992年（平成4年） - 第一回子ども議会が開催される。
- 1993年（平成5年）
  - 高齢者事業団が設立される（平成13年シルバー人材センターとして法人化）[18]。
  - 「心学の道」が竣工する。
  - 印鑑登録がカード化される。
  - かまくらサイクリングロードが竣工する。
  - 大膳堀親水路が竣工する。
- 1994年（平成6年）
  - すぎとピアが開設される。
  - 高野台小学校が開校する。
  - 第3次町総合振興計画が改定される。
  - 市民農園が開設される。
- 1995年（平成7年）
  - 大島新田調節池が整備される。
  - 平和都市宣言がなされる。
  - 環境センターの建設が着工される。
- 1996年（平成8年）
  - リサイクルセンターが稼働する。
  - 戸籍事務が電子化される。
  - 国際交流協会が設立される。
  - オーストラリア・バッセルトンシャイヤーと姉妹都市提携を行う。
- 1997年（平成9年）
  - 杉戸町環境センターが開設される。
  - エコ・スポいずみが開設される。
  - 都市計画マスタープランを策定する。
- 1998年（平成10年）
  - 高野台保育園が開園する。
  - 町民サービスコーナーが開始される。
  - オーストラリア・バッセルトンシャイヤーに日本庭園が整備される。
  - 全町図書館ネットワークサービスが開始される。
  - 田園都市づくり協議会による公共施設の相互利用が開始される。
  - 農業公園整備計画が策定される。
- 1999年（平成11年）
  - 子ども憲章「すぎの子憲章」が制定される。
  - 都市計画道路東武動物公園駅東口通り線（第一期）が完成する。
  - 倉松公園橋が開通する。
  - 東部中央都市連絡協議会による公共施設の相互利用が開始される。
  - 幸手市との広域屎尿処理が調印される。
  - 日光街道杉戸宿みなみがわ散策道（南側用水路）にポケットパークが開園する。
- 2000年（平成12年）
  - 深輪工業団地が開設される。
  - 埼玉ふるさと自慢100選に「古利根川流灯まつり」が選出される。
  - 杉戸町非行防止教育サミットが開催される。
  - エコ・スポいずみの来場者が40万人を超える。
  - オーストラリア姉妹都市賞、姉妹都市ユース賞を受賞する。
  - 第4次町総合振興計画および第2次杉戸町国土利用計画が策定される。
- 2001年（平成13年）
  - 4月 - 学校給食センターを旧・桜井小学校跡地の杉戸町椿349に移転[19]。
  - 4月28日 - 埼葛広域農道にまちの駅「アグリパークゆめすぎと」が開駅。
  - 第4次町総合振興計画が開始される。
  - 模擬女性会議が開催される。
  - 埼玉県植樹祭が開催される。
  - オーストラリア姉妹都市国際会議に参加する。
  - 上原会館を解体する。跡地付近に上原会館記念碑が設置される[11]。
  - シルバー人材センターが法人化。
- 2002年（平成14年）8月13日
  - 「アグリパークゆめすぎと」が道の駅に登録される。
  - 可燃ごみ処理の事務委託が幸手市と調印される。
  - 幼児園構想基本計画が策定される。
  - 生涯学習センター整備事業にPFI手法が導入される。
  - 起業支援のためのソプレ・SUGITOが開設される。
  - エコ・スポいずみの来場者が70万人を超える。
- 2003年（平成15年）
  - 杉戸深輪産業団地地区センターが開設される。
  - 杉戸町環境基本計画が策定される。
  - 姉妹都市バッセルトンシャイヤーとの交流コンサートが開催される。
  - 杉戸町ミニ国体（グラウンドゴルフおよび少年少女ソフトテニス）が開催される。
- 2006年（平成18年）
  - 生涯学習センター・町立図書館「カルスタすぎと」が開設される。
- 2012年（平成24年）
  - 7月 - 埼玉利根保健医療圏医療連携推進協議会による「とねっと」の本格運用が開始される。
- 2013年（平成25年）
  - 4月1日 - 消防が広域化し、埼玉東部消防組合となる。
- 2016年4月1日 - 旧・給食センターと杉戸町老人憩いの家の跡地に杉戸町立中央第二幼稚園・東幼稚園・南幼稚園を統合した複合施設「杉戸町立すぎと幼稚園・すぎと保育園」（杉戸町大字清地1768-3）が開園する[20]。

### 大字（町）の個数
|                | 杉戸町    | 杉戸町    | 杉戸町 | 杉戸町 | 杉戸町 | 杉戸町 |
| -------------- | --------- | --------- | ------ | ------ | ------ | ------ |
| 杉戸           | 高野      | 堤郷      | 田宮   | 桜井   | 豊岡   |        |
| 昭和30年代後半 | 4大字     | 4大字     | 2大字  | 7大字  | 3大字  | 5大字  |
| 平成19年       | 4大字22町 | 4大字13町 | 2大字  | 7大字  | 3大字  | 5大字  |

### 市町村合併
当町では、春日部市と周辺の町との市町村合併が予定されていた。現在、住民投票（後述）の結果を受けて、合併協議は凍結となっている。
- 当初隣接する春日部市と宮代町、庄和町（当時）を加えた1市3町と共に、県東部の中核市を目指すために2005年3月31日より新設合併、新たな「春日部市」となる予定であった。2003年4月1日に法定合併協議会を杉戸町役場内に設置、協議は順調に進んでいき、あとは住民の意思を問うため、1市3町で一斉に住民投票を執行、結果を待つだけとなった。ところが、2004年7月11日に執行されたその結果、春日部市と当町、庄和町（当時）は「賛成」が上回ったが、宮代町は「反対」が上回った。結果を尊重とするとしたため、宮代町はこの結果を受けて「単独でやる」と表明した。そのため2004年9月30日をもって法定合併協議会を廃止、1市3町での合併は白紙となった。その後、春日部市や庄和町（当時）から宮代町を除いた1市2町の合併を要望されていたが、議員の賛同が得られないことを理由に拒否された。また宮代町から2町の合併を目的に合併協議会の設置を求められ、2町で行われた合併協議案設置議案の採決で、杉戸町議会では賛成多数で可決となったが、宮代町議会では反対多数で否決となり、実現することはなかった。結果的に当町は現時点において、これ以上の合併協議が進めることが出来ないため、宮代町とともに単独で行うこととなった。一方で春日部市と庄和町（当時）は、2005年10月1日に新設合併し、新たな「春日部市」となった。
- 合併協議が暫く行われていなかったなかで2007年に執行された杉戸町長選挙では、春日部市との合併を推進する候補が、現職（当時）を破って当選した。しかし、就任4ヶ月後である2007年8月26日に執行された春日部市と合併することについて町民の意思を問う住民投票で、2004年の住民投票の結果と反して「反対」が上回った。結局合併協議は休止されることとなった。
- 宮代町は2008年9月29日に町民が春日部市・杉戸町の枠組みでの合併の請願を賛成多数で可決し、三度合併に向けて再び動き始めた。春日部市と当町、宮代町の1市2町で研究会を設置し、2010年3月31日までに編入合併、「春日部市」となる予定であった。しかし、2009年5月17日に当町で行われた杉戸町が春日部市及び宮代町と合併することの是非に関する住民投票 で、前回に次いで「反対」が上回った。この結果を受けて、当町は研究会を離脱することになった。その後研究会は廃止され、1市2町での合併は再び白紙となった。当町では、当面は引き続き単独で行うこととなり、春日部市、宮代町と広域的な連携を進めていく予定である。なお町長（当時）は、この結果の責任をもって退職することを発表した。人口が5万人を超えた場合は単独で市制施行し、杉戸市になることも検討している。

## 人口
| |                                        |  |
| 杉戸町と全国の年齢別人口分布（2005年） | 杉戸町の年齢・男女別人口分布（2005年） |  |
| ■紫色 ― 杉戸町 ■緑色 ― 日本全国 | ■青色 ― 男性 ■赤色 ― 女性              |  |
| 杉戸町（に相当する地域）の人口の推移 \| 1970年（昭和45年） \| 20,244人 \| \| \| 1975年（昭和50年） \| 28,072人 \| \| \| 1980年（昭和55年） \| 34,546人 \| \| \| 1985年（昭和60年） \| 37,005人 \| \| \| 1990年（平成2年） \| 40,419人 \| \| \| 1995年（平成7年） \| 45,056人 \| \| \| 2000年（平成12年） \| 47,336人 \| \| \| 2005年（平成17年） \| 46,646人 \| \| \| 2010年（平成22年） \| 46,883人 \| \| \| 2015年（平成27年） \| 45,495人 \| \| \| 2020年（令和2年） \| 43,845人 \| \| |                                        |  |
| 総務省統計局 国勢調査より |                                        |  |
| 1970年（昭和45年） | 20,244人                               |  |
| 1975年（昭和50年） | 28,072人                               |  |
| 1980年（昭和55年） | 34,546人                               |  |
| 1985年（昭和60年） | 37,005人                               |  |
| 1990年（平成2年） | 40,419人                               |  |
| 1995年（平成7年） | 45,056人                               |  |
| 2000年（平成12年） | 47,336人                               |  |
| 2005年（平成17年） | 46,646人                               |  |
| 2010年（平成22年） | 46,883人                               |  |
| 2015年（平成27年） | 45,495人                               |  |
| 2020年（令和2年） | 43,845人                               |  |

## 行政

### 町長
- 窪田裕之（2022年8月7日 - ）現在1期目

歴代町長
※現在の杉戸町設置後のみ記載
| 代   | 氏名       | 就任          | 退任          | 備考               |
| ---- | ---------- | ------------- | ------------- | ------------------ |
| 初代 | 高島熊次郎 | 1955年2月11日 | 1955年3月31日 |                    |
| 2    | 白石梅吉   | 1955年4月1日  | 1959年3月31日 |                    |
| 3    | 永塚勇助   | 1959年4月1日  | 1963年3月31日 |                    |
| 4    | 今井金太郎 | 1963年4月30日 | 1983年4月29日 |                    |
| 5    | 平井滋通   | 1983年4月30日 | 1987年4月29日 |                    |
| 6    | 矢島正男   | 1987年4月30日 | 1991年4月29日 |                    |
| 7    | 小川伊七   | 1991年4月30日 | 2007年4月29日 |                    |
| 8    | 野口勝久   | 2007年4月30日 | 2009年6月25日 |                    |
| 9    | 古谷松雄   | 2009年7月27日 | 2022年7月31日 |                    |
| 10   | 窪田裕之   | 2022年8月7日  |               | 富山県富山市出身。 |

職務代理者（町長入院中の職務代理）
- 野口珎彦（総務財政調整幹、2007年6月14日 - 2007年7月23日）
- 倉持正雄（副町長、2009年4月23日 - 2009年7月26日）

### 広域行政
一部事務組合
- 利根川栗橋流域水防事務組合 - 久喜市、春日部市、幸手市、茨城県猿島郡五霞町とともに水防事務を行っている。
- 埼葛斎場組合 - 春日部市、蓮田市、白岡市とともに斎場運営事務を行っている。
- 埼玉東部消防組合 - 久喜市、加須市、白岡市、幸手市、宮代町と共に消防事務を行っている。

事務委託
- 幸手市（ひばりヶ丘桜泉園し尿処理施設） - し尿の処理を幸手市に委託している。

協議会
- 田園都市づくり協議会 - 久喜市・蓮田市・幸手市・白岡市・南埼玉郡宮代町・北葛飾郡杉戸町で構成している。
- 埼玉利根保健医療圏医療連携推進協議会（とねっと） - （利根保健医療圏（行田市・加須市・羽生市・久喜市・蓮田市・幸手市・白岡市・宮代町・杉戸町）内の医師会・自治体、「地域医療再生計画」への提案を行った実施事業者、埼玉県加須保健所・埼玉県幸手保健所で構成し、複数医療施設にまたがる医療情報を共有化して、住民（患者）を中心とした一貫性のある医療サービスを提供している。

## 経済

### 金融機関
- 埼玉りそな銀行杉戸支店
- 武蔵野銀行杉戸高野台支店
- 三井住友信託銀行杉戸支店（前身は旧北海道拓殖銀行杉戸支店　令和6年11月22日、越谷支店に移転。）
- ＊埼玉縣信用金庫杉戸支店
- 埼玉みずほ農業協同組合（JA埼玉みずほ）
  - 杉戸中央支店
  - 杉戸東支店
  - 高野支店

### 町内の主な企業
本社・本店が存在
- 株式会社太平(太平グループの中核)
- ペトリ工業
- 細井自動車
- 埼玉ロジテム（東武運輸グループ）
- 髙橋屋

その他
- あみ印食品工業
- サンポー食品
- 凸版印刷

### 農業

#### 農産物
- 米
- キュウリ
- ナス
- ネギ
- 小麦
- 丸系八つ頭[22]
- 白菜
- 梨
- 柿（早生次郎）
- 花卉（バラ・キク・シクラメンなど）
- 酪農（主に泉地区）

#### 農業系組合
- 埼玉みずほ農業協同組合

### 商業

#### 商店会
- 本町商店会
- 杉戸高野台商店会

#### 商工系組合
- 杉戸町商工会

### マスメディア
ケーブルテレビ
- ジェイコム埼玉・東日本埼玉県央（営業区域:杉戸町の一部）

## 姉妹都市・友好都市など

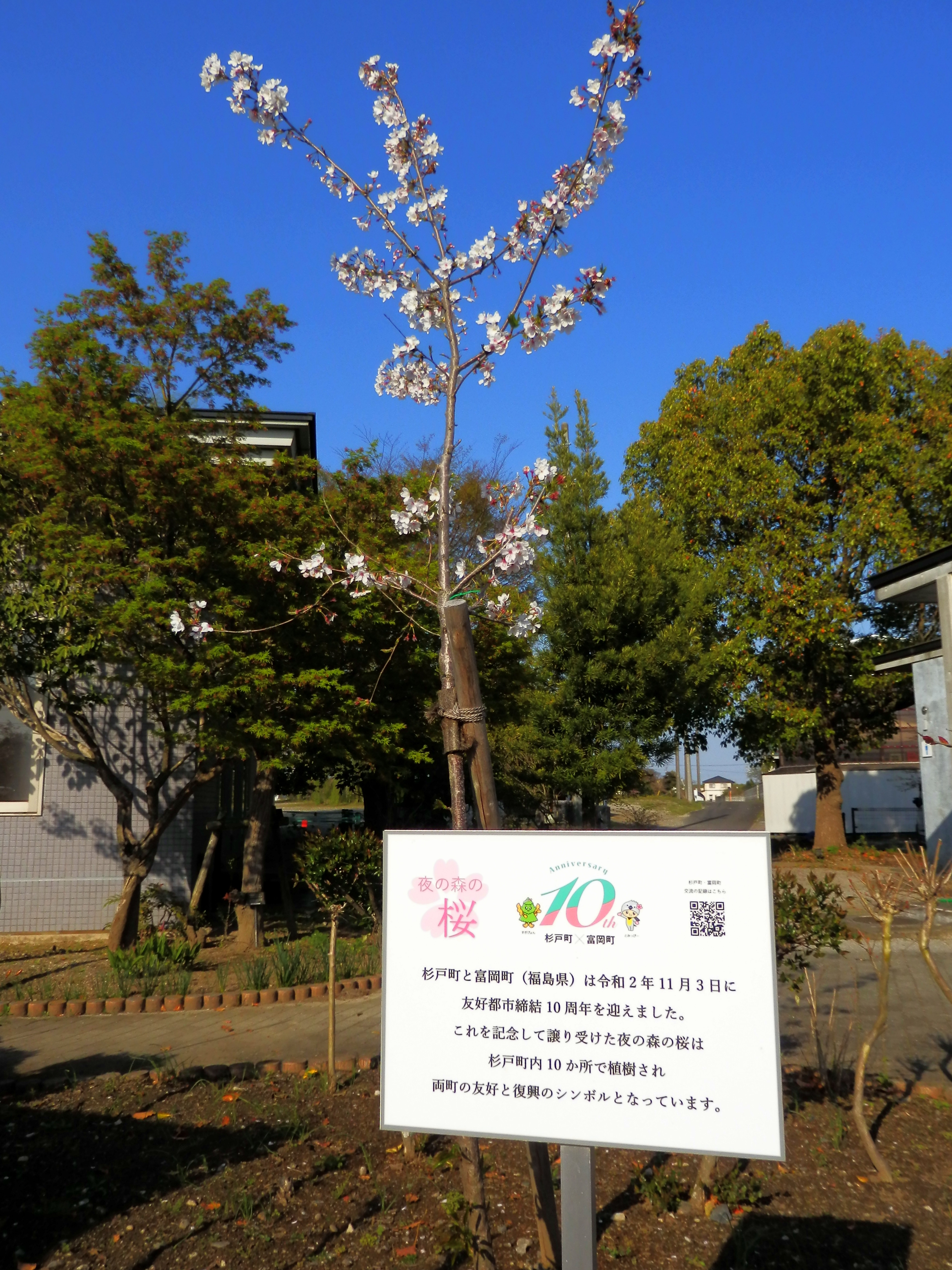
ふれあいセンター「エコ・スポいずみ」の敷地内に植樹されている、富岡町との友好都市締結10周年を記念した夜ノ森の桜

- バッセルトン（オーストラリア連邦西オーストラリア州）
  - 1996年11月19日姉妹都市提携[23]。
- 富岡町（福島県双葉郡）
  - 平成22年（2010年）11月3日、友好都市締結[24]。

## 地域

### 健康
- 平均年齢：40.7歳（男 40.0歳、女 41.4歳）

### 教育
小学校
- 杉戸町立杉戸小学校
- 杉戸町立杉戸第二小学校
- 杉戸町立杉戸第三小学校
- 杉戸町立泉小学校
- 杉戸町立高野台小学校
- 杉戸町立西小学校

中学校
- 杉戸町立杉戸中学校
- 杉戸町立東中学校
- 杉戸町立広島中学校
- 昌平中学校

高等学校
- 埼玉県立杉戸高等学校
- 埼玉県立杉戸農業高等学校
- 志学会高等学校
- 昌平高等学校

### 公共施設

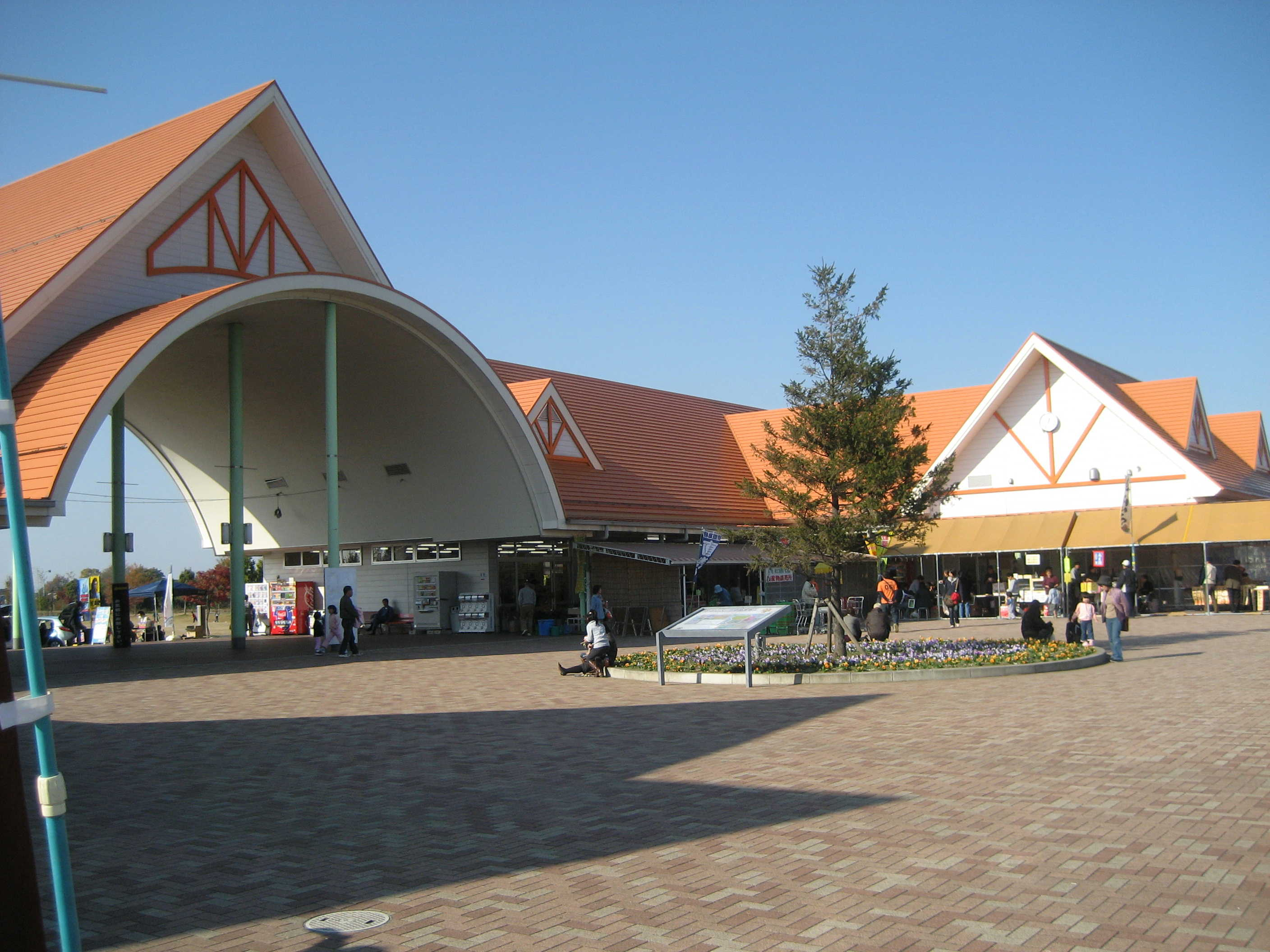
道の駅アグリパークゆめすぎと

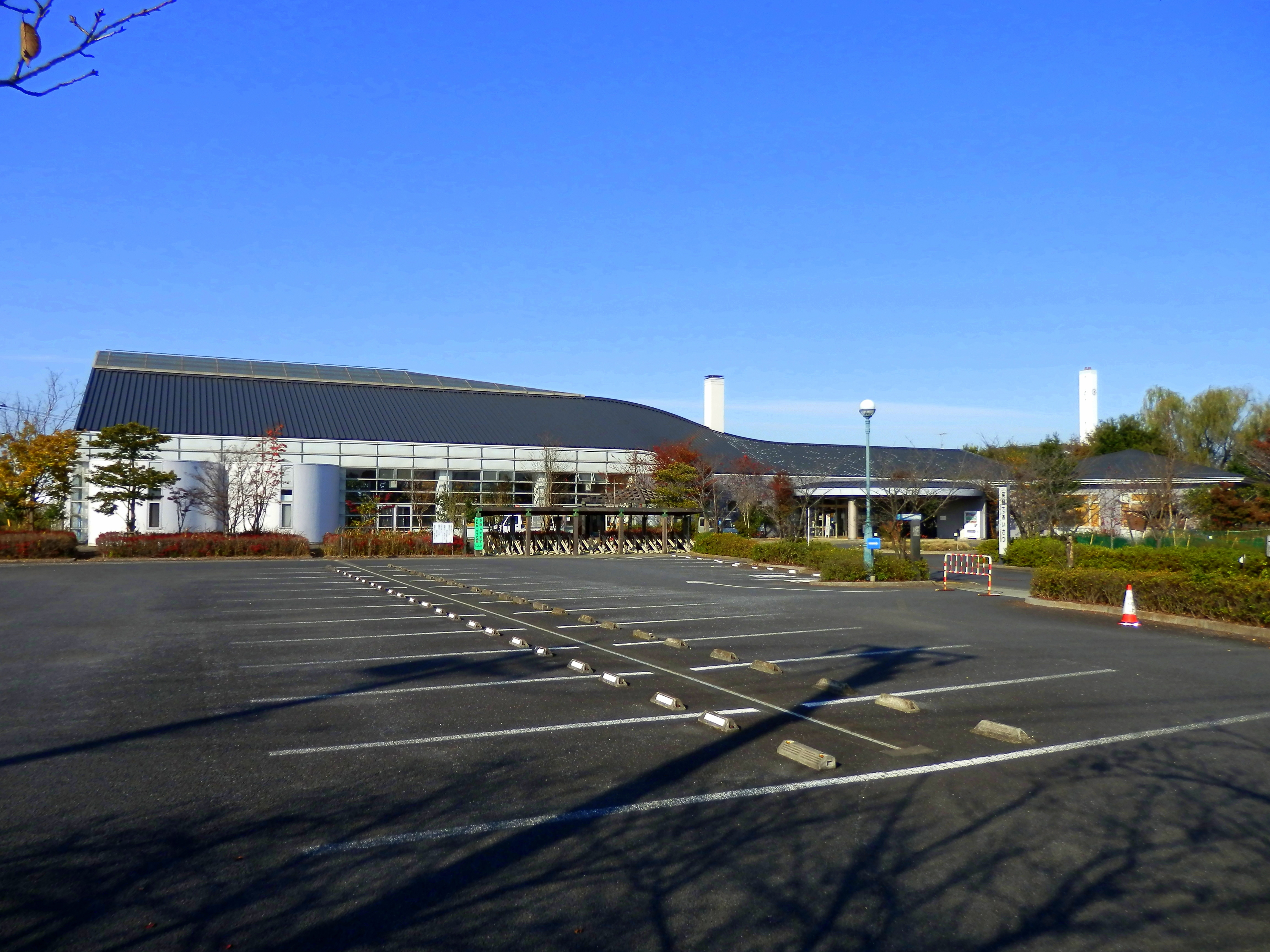
ふれあいセンター「エコ・スポいずみ」（1997年7月20日に開設）

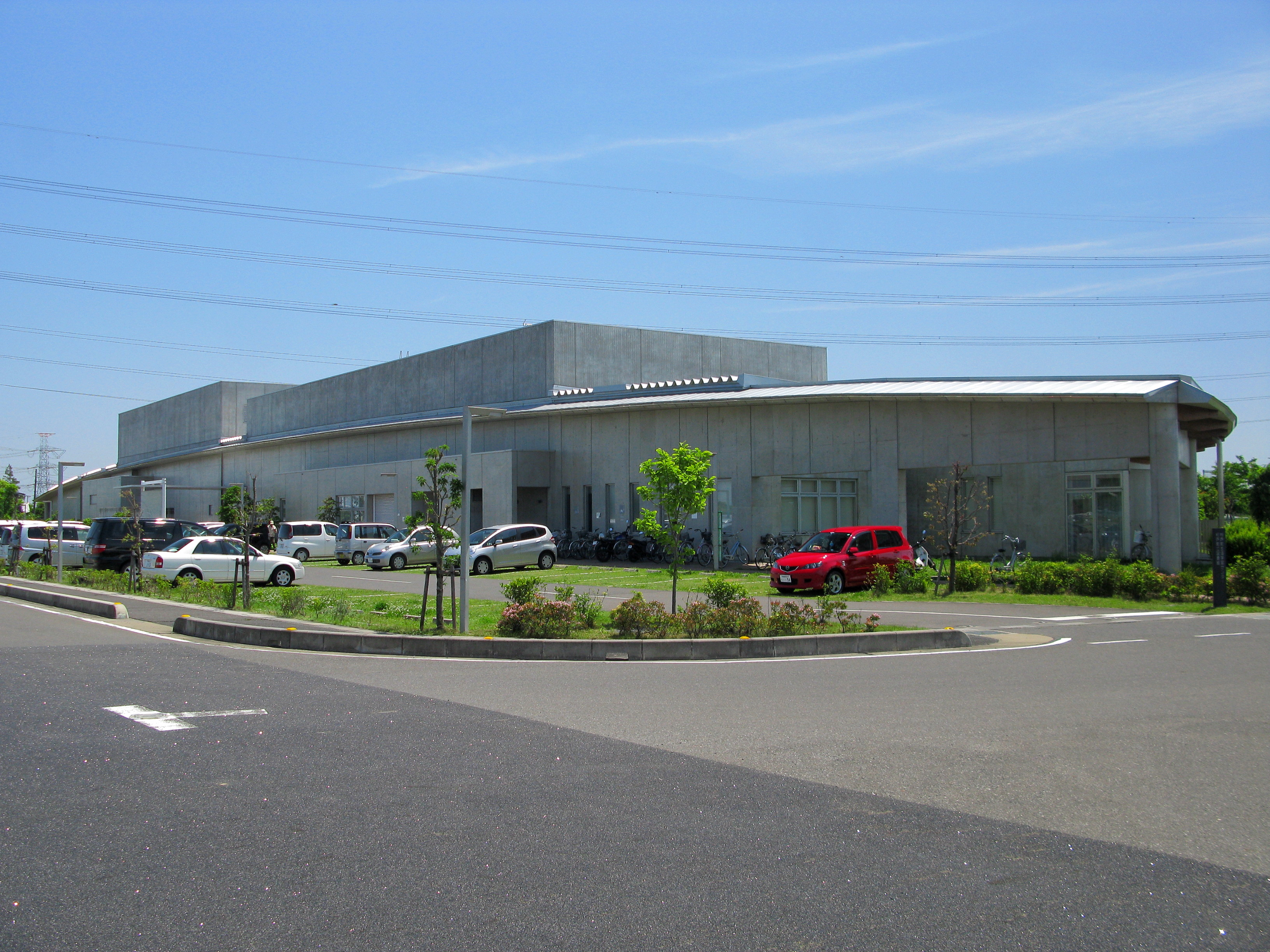
杉戸町生涯学習センター・杉戸町立図書館 カルスタすぎと

- 杉戸町役場
- 杉戸町生涯学習センター・杉戸町立図書館 カルスタすぎと
- 杉戸町立図書館
- まちの駅・道の駅 アグリパークゆめすぎと
- ココティ杉戸
- 中央公民館
- 東公民館
- 南公民館
- 西公民館（町民サービスセンター併設）
- 泉公民館
- エコ・スポいずみ
- 深輪産業団地地区センター リバティホール（町民サービスセンター併設）
- すぎとピア
- 保健センター
- 環境・リサイクルセンター
- 高野農村センター
- 堤郷農村センター
- 豊岡農村センター
- 田宮農村センター
- 育苗センター
- 倉松公園
- 杉戸西近隣公園
- 大島新田多目的グラウンド

広域利用（図書館ほかの各市町の施設）の相互利用により、当町が指定する施設を下記の住民も利用が可能である。
- 東部中央都市連絡協議会（春日部市、蓮田市、白岡市、南埼玉郡宮代町、北葛飾郡杉戸町）の住民。
- 田園都市づくり協議会（久喜市（旧久喜市、旧南埼玉郡菖蒲町、旧北葛飾郡栗橋町、旧北葛飾郡鷲宮町）、蓮田市、幸手市、白岡市、南埼玉郡宮代町、北葛飾郡杉戸町）の住民。

#### 周辺自治体広域運営事業
- 埼葛組合斎場 - 所在地は春日部市。春日部市・蓮田市・白岡市・北葛飾郡杉戸町が運営。春日部市が管理。
- 埼玉利根保健医療圏医療連携推進協議会（とねっと）

### 消防
- 埼玉東部消防組合杉戸消防署（消防広域化前は杉戸町消防本部）
  - 泉出張所

### 警察
- 埼玉県杉戸警察署

### 国の機関
- 国土交通省関東地方整備局北首都国道事務所杉戸出張所

### 県の機関
- 杉戸県土整備事務所
- 越谷建築安全センター杉戸駐在
- 東部環境管理事務所

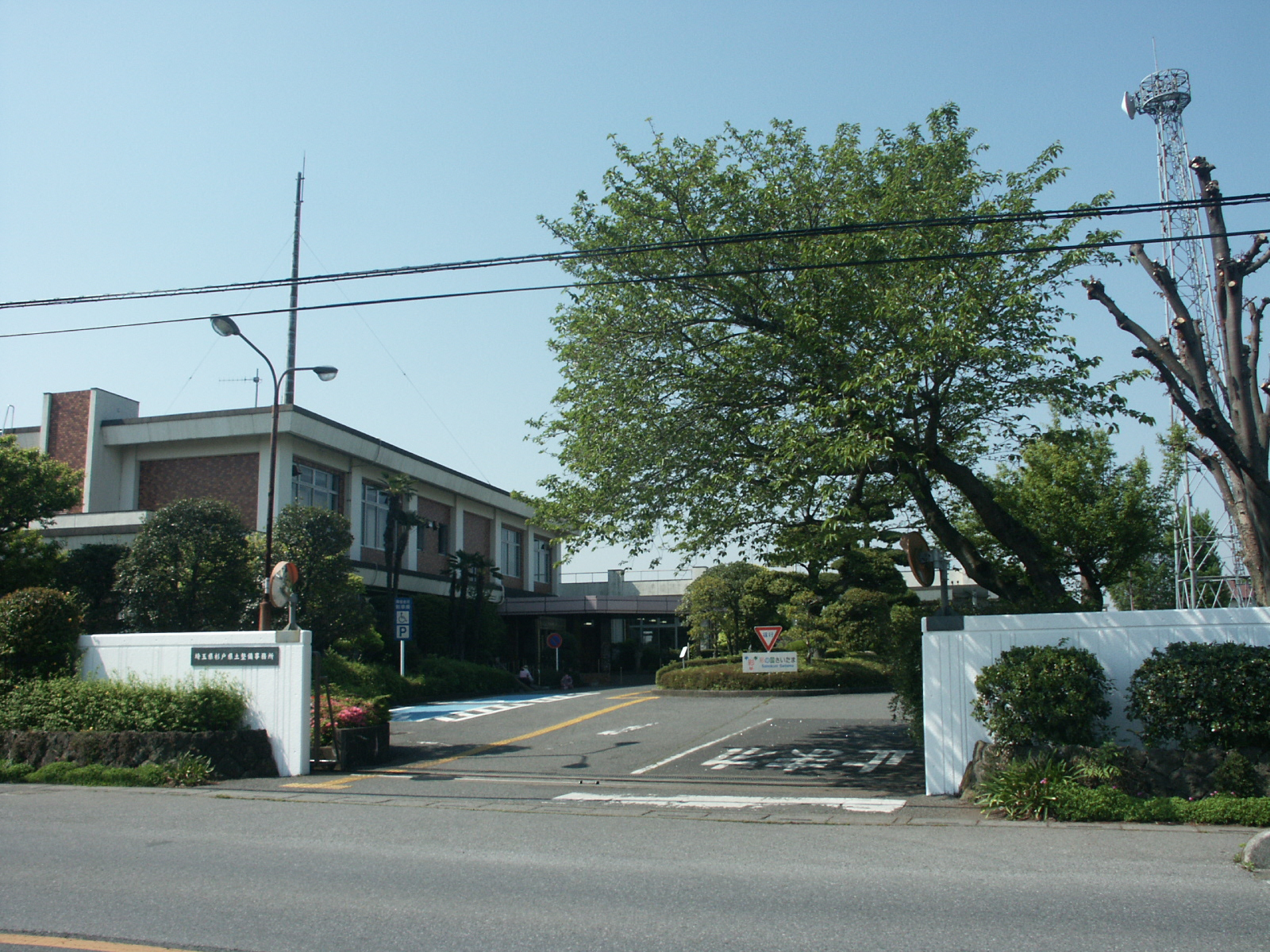
杉戸県土整備事務所・越谷建築安全センター杉戸駐在
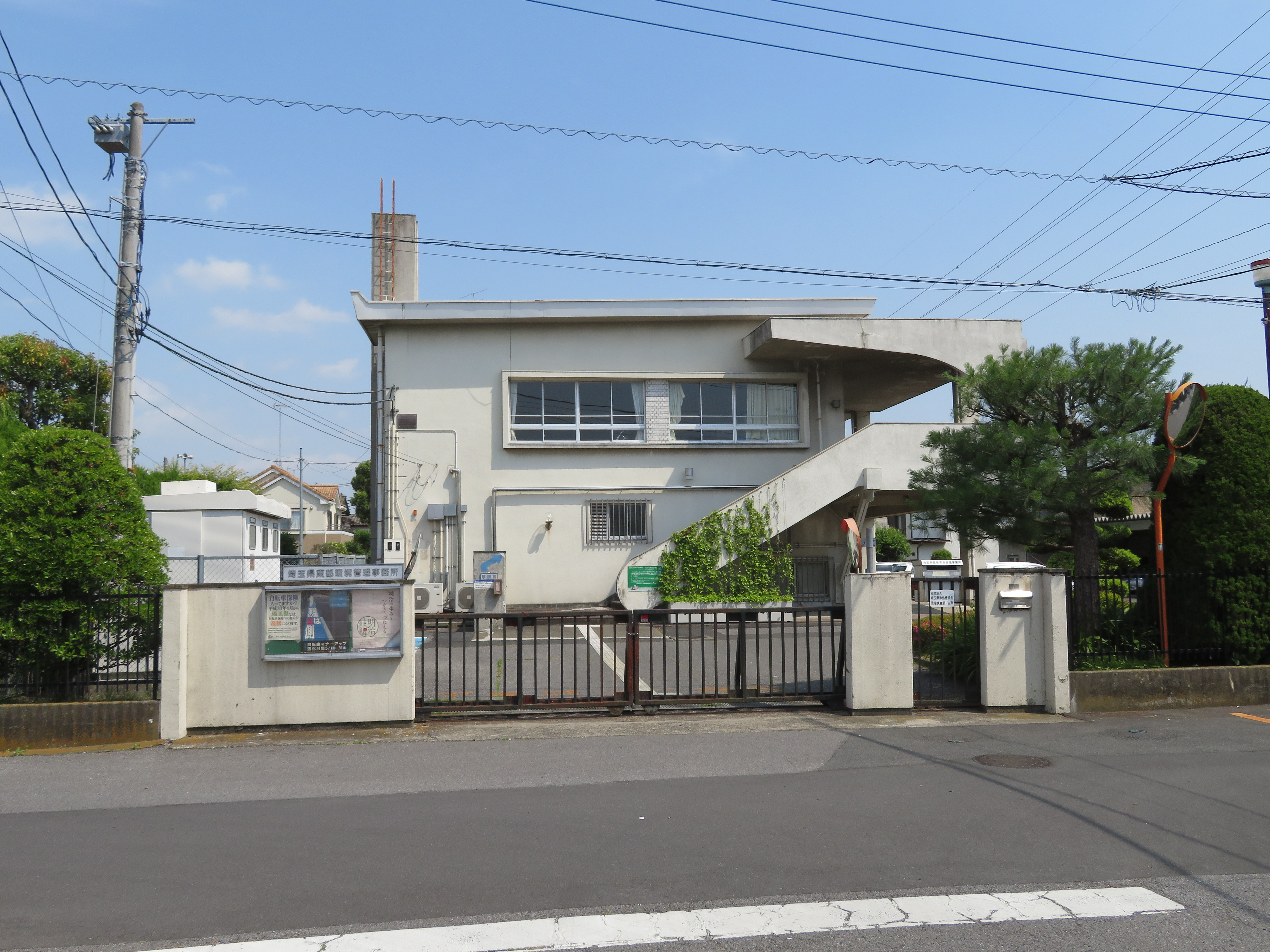
東部環境管理事務所

### 電話番号
市外局番は町内全域が「0480」。同一市外局番の地域との通話は市内通話料金で利用可能（久喜MA）。収容局は杉戸別館局、杉戸椿局。

### 郵政
郵便番号は、町内全域が「345-00xx」である。
- 杉戸郵便局 - 当町全域、宮代町全域の集配を担当
  - 杉戸清地郵便局
  - 杉戸高野台郵便局

## 交通

### 鉄道路線
- 東武鉄道
  - 日光線
    - 杉戸高野台駅

当町中心部の最寄駅は東武動物公園駅（東武伊勢崎線・日光線）である。同駅の所在地は南埼玉郡宮代町であるが、開業当時の駅名は杉戸駅であった。また、かつての東武鉄道杉戸工場も宮代町の所在であった。

### 路線バス
- 朝日自動車 - 境営業所（東武動物公園駅発着）・久喜営業所（杉戸高野台駅発着）が運行。すべての系統PASMO・Suica等利用可。
- 杉戸町内巡回バス

### タクシー
タクシーの営業区域は県南東部交通圏で、春日部市・草加市・越谷市・久喜市・八潮市などと同じエリアとなっている。

### 道路
一般国道
- 国道4号
- 新4号国道春日部古河バイパス

県道
- 主要地方道
  - 埼玉県道26号境杉戸線
  - 埼玉県道・千葉県道42号松伏春日部関宿線
  - 埼玉県道65号さいたま幸手線
- 一般県道
  - 埼玉県道154号蓮田杉戸線
  - 埼玉県道156号三郷幸手自転車道線
  - 千葉県道・埼玉県道183号次木杉戸線
  - 埼玉県道318号並塚幸手線
  - 埼玉県道319号惣新田春日部線
  - 埼玉県道372号下高野杉戸線
  - 埼玉県道373号堤根杉戸線
  - 埼玉県道375号西宝珠花屏風線
  - 埼玉県道408号東武動物公園停車場線

その他主要道路
- 埼葛広域農道

## 観光
- 恭倹舎・有隣塚 - 江戸時代の心学者大島有隣の遺跡
- 御成街道一里塚
- 杉戸宿本陣跡
- 目沼古墳群
  - 目沼浅間塚古墳
- 永福寺 - 「どじょう施餓鬼」関東三大施餓鬼のひとつ
- 茨島八坂神社（夏祭り）
- 三上於菟吉の墓 - 雪之丞変化の作者
- 道の駅アグリパークゆめすぎと
- すきすきすぎーと36 - 国道4号の北緯36度線上に存在する駐車スペース付広場
- 八幡神社 (大字下野)
- 木々子神社 (大字下高野)

## 出身有名人

### 政治・経済
- 上原正吉（大正製薬三代目社長、参議院議員）
- 関口弥五（篤農家、大地主、貴族院多額納税者議員、埼玉県会議員、旧桜井村出身）

### 学術
- 廣瀬良弘（歴史学者、駒澤大学学長、名誉教授）

### 文化
- 北村薫（直木賞受賞作家）

### 芸能
- 虻川美穂子（お笑いタレント・北陽）

### スポーツ
- 木下富雄（野球解説者・元広島東洋カープ内野手）
- 庄司和広（バスケットボール選手・元日本代表・高松ファイブアローズ所属）
- 高橋功一（元日本ハムファイターズ投手）
- 渡部あきのり（プロボクサー）
- 吉田諒伊 (プロダーツプレイヤー)

### アナウンサー
- 菅谷朋代（南日本放送アナウンサー）

## その他
町章（1990年4月1日制定）
地図上の町の形が鷲（ワシ）の形に似ていることから、ワシをテーマにしたデザインとなっている。埼玉県章に用いられている勾玉、町の木である杉も意匠に組み込まれている。
- 当町の出身である上原正吉が1955年7月に自身が社長を務める大正製薬の社章に採用した「ワシのマーク」について、杉戸町の地図上の形を模したという俗説がある。しかし町域が地図上で鷲に似た形になったのは泉村を編入した1957年で、現在の町域が完成したのは旧・泉村の南側を庄和村に分離した1960年であって、「ワシのマーク」が制定された年代と町域が合致せずこれは明確に誤りである。詳細は大正製薬#ワシのマークを参照されたい。

Vリーグ
- 武富士バンブー（2009年5月20日廃部）

ゆるキャラ
- ぴかる

太陽・空・水・緑をモチーフにした、まちの駅・道の駅「アグリパークゆめすぎと」のイメージキャラクターとして1995年誕生。地元の農産物のPRを担当。
- すぎぴょん

町の公式マスコットとして2010年誕生。杉の妖精。
- すぎたろう

日光街道杉戸宿が開宿400周年を記念し、江戸時代の飛脚をイメージして2016年誕生。すぎぴょんの先祖という設定。